# Царський некрополь Бібла
Царський некрополь Бібла — група з дев'яти підземних поховальних камер, що містять саркофаги кількох царів міста. 
Бібл (відомий у давнину як Гебал, сучасний Джбейл/Гебейл) є одним із найстаріших постійно населених міст у світі. 
За часів бронзової доби він був великим торговим центром з Єгиптом , і завдяки їхнім давнім стосункам останній сильно вплинув на місцеву культуру та похоронні обряди, про що свідчать поховання царів, натхненних Єгиптом.
Місце розташування стародавнього Бібла відкрив Ернест Ренан наприкінці 19 століття. Тель, що охоплює Стародавній Бібл, розташовано на стратегічно важливому мисі, з боків якого розташовані дві гавані, які фінікійці використовували для морської торгівлі. 
Уряд Франції під час дії мандату у Лівані проводив пошукові незначні розкопки, під час яких були розкопані єгипетські рельєфи з ієрогліфами. 
Відкриття викликало інтерес західних вчених, що призвело до систематичного дослідження місця.
16 лютого 1922 року сильні дощі спровокували зсув біля приморської скелі Джбейл, який оголив підземний гіпогей, що містив масивний кам'яний саркофаг. Могилу досліджував французький епіграф і археолог Шарль Вірольо, який очолював новостворену Службу старожитностей в Лівані. 
Навколо місця гіпогею інтенсивні розкопки проводив французький єгиптолог П'єр Монте, який під час подальших робіт розкопав вісім підземних поховальних камер.
Монте розділив могили на дві групи; перша група відноситься до доби середньої бронзи (усипальниці I–IV). 
Деякі з цих гробниць були незайманими і містили безліч часто цінних предметів, включаючи подарунки фараонів Середнього царства Аменемхета III і Аменемхета IV, а також місцеві вироби в єгипетському стилі. 
Багаті поховальні прикраси мають у складі комплекти золотих пекторалі, зброї, оздоблених серпоподібних мечів Хопеш, золотих прикрас, а також срібних дзеркал і виробів, алебастру та теракоти. 
Могили другої групи (гробниці з VI по IX) були пограбовані в давнину, що ускладнює точне датування, проте деякі артефакти вказують на те, що гробниці використовувалися від кінця середньої до пізньої бронзи.
Усі гробниці мають подібний план, що складається з вертикальної шахти, що з’єднується в низу, з боковою камерою, призначеною для поховань. 
Шахта гробниці V (гробниці Ахірама) вирізнялася з-поміж інших наявністю фінікійського графіто, що застерігає грабіжників від проникнення в могилу; проте напис не врятував гробницю від грабіжників.
Поховальні камери були перекриті мурованими стінами, а шахти засипані. 
Вертикальні трубопроводи, що нагадують за функціями сердаби єгипетських мастаби. 
На поверхні археологи знайшли сліди споруд, подібних до мастаби, побудованих над деякими могилами, які були перебудовані в римські часи.
Окрім похоронного інвентарю, до наших часів збереглося всього сім кам’яних саркофагів, у поховальних камерах, які не містили кам’яних саркофагів, були дерев’яні, які з часом розпалися. 
Масивні кам’яні саркофаги були без декору, за винятком саркофага Ахірама. 
Цей саркофаг відомий барельєфним різьбленням і фінікійським написом. 
Написи, відомі як KAI 1, є одним із п'яти відомих епіграфів царських написів Бібла ; він вважається найранішим відомим прикладом повністю розробленого фінікійського алфавіту.
Монте порівняв функцію гробниць Бібла з єгипетськими мастабасами, де померлий приймає форму птаха і летить з похоронної камери та похоронного колодязя до каплиці на рівні землі, де богослужять священики.